# 土屋博
土戸 清（つちど きよし、1933年3月21日 -　）は、日本の聖書学者。東北学院大学名誉教授。

## 経歴
神奈川県川崎市生まれ。1957年東京薬科大学卒業。1961年東京神学大学大学院修士課程修了。1969 - 1971年ユニオン神学大学大学院（コロンビア大学大学院）留学（STM）。1977 - 1999年東北学院大学教授。
1992年「ヨハネ福音書における伝承と編集 -「人の子」句を含む記事単元の伝承批判的・編集史的研究」で京都大学博士（文学）。2000 - 2005年聖学院大学教授。東北学院大学名誉教授。
元日本基督教団大森めぐみ教会牧師。国際新約学会会員。日本新約学会会長。日本基督教学会理事。

## 著書
- 『私たちの「使徒行伝」 中高生のための「使徒行伝」研究』（新教出版社、つのぶえ文庫） 1965
- 『現代新約聖書入門』（日本基督教団出版局） 1979.3
- 『現代新約聖書講解 聖書への招き24講』（新地書房） 1984.3
- 『大学教育とカウンセリング・マインド キリスト教の視点から』（新地書房） 1987.2
- 『人間教育とカウンセリングのこころ』（教文館） 1994.2
- 『聖書のこころ その理解24講』（教文館） 1994.2
- 『ヨハネ福音書研究 - 「人の子」句を含む記事単元の伝承批判的・編集史的研究』（創文社） 1994.2
- 『規範なき時代の宗教 聖書と現代』（教文館） 1997.3

『初期キリスト教とユダヤ教 ヨハネ福音書研究の諸問題』（教文館、聖書の研究シリーズ） 1998.3
- 「ヨハネ福音書のこころと思想」全7巻（教文館）
  1. 『ヨハネ福音書のこころと思想1 第1 - 3章』 2001.11
  2. 『ヨハネ福音書のこころと思想2 第4 - 6章』 2002.6
  3. 『ヨハネ福音書のこころと思想3 第7 - 9章』 2002.11
  4. 『ヨハネ福音書のこころと思想4 第10 - 12章』 2003.4
  5. 『ヨハネ福音書のこころと思想5 第13 - 15章』 2003.11
  6. 『ヨハネ福音書のこころと思想6 第16 - 18章』 2004.11
  7. 『ヨハネ福音書のこころと思想7 第19 - 21章』 2005.7
- 『なぜキリスト教か 規範なき時代のキリスト教』（教文館） 2003.7
- 『ヨハネの世界 福音書・手紙・黙示録の歴史と神学思想』（日本聖書協会、聖書セミナー） 2003
- 『人間性の崩壊を救うもの 現代の教育と宗教の役割』（教文館） 2005.8
- 『人の「優しさ」と「強さ」 現代教育の荒廃を救うもの』（教文館） 2007.4
- 『使徒言行録 現代へのメッセージ』（日本キリスト教団出版局） 2009.1

## 翻訳
- 『新約聖書神学概論』（A・リチャードソン、渡辺英俊共訳、日本基督教団出版部） 1967